# Siapiccia
Siapiccia ist eine Gemeinde in der Provinz Oristano in der Region Sardinien in Italien mit 350 Einwohnern (Stand 31. Dezember 2023). Die Gemeinde liegt 16 km östlich der Provinzhauptstadt Oristano.
Die Nachbargemeinden sind Allai, Fordongianus, Ollastra, Siamanna und Simaxis.
Die Gemeinde ist seit 1947 selbständig; vorher war es ein Ortsteil der Gemeinde Villaurbana und Siamanna. Die Selbständigkeit wurde in einem Referendum im Jahre 1975 bestätigt.